# (523735) 2014 QX441
(523735) 2014 QX441 ist ein großes transneptunisches Objekt im Kuipergürtel, das bahndynamisch als erweitertes Scattered Disk Object (DO) eingestuft wird. Aufgrund seiner Größe gehört der Asteroid möglicherweise zu den Zwergplanetenkandidaten.

## Entdeckung
2014 QX441 wurde am 22. August 2014 von einem Astronomenteam, bestehend aus B. Gibson, T. Goggia, N. Primak, A. Schultz und M. Willman, auf Bildern, die im Rahmen des Pan-STARRS-Projekts mit dem 1,8-m-Ritchey-Chretien-Teleskop (PS1) am Haleakalā-Observatoriums (Maui) am 12. September 2010 entstanden, entdeckt. Die Entdeckung wurde am 16. Juli 2016 bekanntgegeben, der Planetoid erhielt am 25. September 2018 von der IAU die Kleinplaneten-Nummer 523735.
Nach seiner Entdeckung ließ sich 2014 QX441 auf Fotos bis zum 12. September 2010, die ebenfalls im Rahmen des Pan-STARRS-Programmes gemacht wurden, zurückgehend identifizieren und so seinen Beobachtungszeitraum um vier Jahre verlängern, um so seine Umlaufbahn genauer zu berechnen. Bisher wurde der Planetoid nur durch das Pan-STARRS-Teleskop beobachtet. Im Oktober 2018 lagen insgesamt 129 Beobachtungen über einen Zeitraum von 8 Jahren vor. Die bisher letzte Beobachtung wurde im Januar 2018 auch wieder am Pan-STARRS-Teleskop durchgeführt. (Stand 20. März 2019)

## Eigenschaften

### Umlaufbahn
2014 QX441 umkreist die Sonne in 238,62 Jahren auf einer fast kreisförmigen Umlaufbahn zwischen 36,90 AE und 40,04 AE Abstand zu deren Zentrum. Die Bahnexzentrizität beträgt 0,041, die Bahn ist 26,03° gegenüber der Ekliptik geneigt. Derzeit ist der Planetoid 37,15 AE von der Sonne entfernt. Das Perihel durchlief er das letzte Mal 1998, der nächste Periheldurchlauf dürfte also im Jahre 2237 erfolgen.
Marc Buie (DES) klassifiziert den Planetoiden als erweitertes Scattered Disk Object (DO), wobei er zu den bahndynamisch «heißen» klassischen KBO gehört, während vom Minor Planet Center keine spezifische Einstufung existiert; letzteres ordnet ihn als Nicht-SDO und allgemein als Distant Object ein. Das Johnston’s Archive führt es als other TNO auf, was bedeutet, dass es mit Sicherheit kein Cubewano oder Resonantes KBO ist.

### Größe
Derzeit wird von einem Durchmesser von 343 km ausgegangen, basierend auf einem Rückstrahlvermögen von 8 % und einer absoluten Helligkeit von 5,7 m. Ausgehend von diesem Durchmesser ergibt sich eine Gesamtoberfläche von etwa 370.000 km2. Die scheinbare Helligkeit von 2014 QX441 beträgt 21,42 m.
Da es denkbar ist, dass sich 2014 QX441 aufgrund seiner Größe im hydrostatischen Gleichgewicht befindet und somit weitgehend rund sein könnte, erfüllt er möglicherweise die Kriterien für eine Einstufung als Zwergplanet. Mike Brown geht davon aus, dass es sich bei 2014 QX441 um vielleicht einen Zwergplaneten handelt.
| Jahr                                         | Abmessungen km | Quelle   |
| -------------------------------------------- | -------------- | -------- |
| 2018                                         | 352,0          | Johnston |
| 2018                                         | 343,0          | Brown    |
| Die präziseste Bestimmung ist fett markiert. |                |          |